# Nikolai Pawlowitsch Anziferow
Nikolai Pawlowitsch Anziferow (russisch Николай Павлович Анциферов; * 30. Juli 1889 in Kiew; † 2. September 1958 in Moskau) war ein sowjetischer Historiker, Schriftsteller und Heimatforscher.

## Leben
1915 schloss er die historisch-philologische Fakultät der Petrograder Universität ab und wurde Assistent des Professors I.M. Grewsa.
In den Jahren 1921 bis 1924 unterrichtete er nicht nur am Petrograder Forschungsexkursionsinstitut, sondern hatte auch den Lehrstuhl für Mittelalterstudien am zweiten pädagogischen Institut inne. Ab dem Jahr 1921 war er auch Mitglied der Gesellschaft „Altes Petersburg“.
Im Buch „Die Seele Petersburgs“, das 1922 erschienen ist, entdeckt er Petersburg mit den Augen der Dichter und Künstler. Von Puschkin über Gogol und Lermontow bis zu Achmatowa hat diese Stadt die größten Autoren Russlands zu Gedichten und Erzählungen inspiriert. Nikolai Anziferow, unvergleichlicher Chronist Petersburgs, folgt auf der Suche nach der Seele seiner Stadt der Literatur ebenso wie seiner eigenen Beobachtungsgabe. Die deutsche Übersetzung von Renata von Maydell erschien 2003 mit einem Vorwort von Karl Schlögel.
Von 1934 bis 1936 arbeitete er im kommunalen Museum in Moskau sowie ab 1937 im staatlichen Literaturmuseum.
Er ließ sich 1939 in Moskau nieder, wo er 1944 eine Dissertation über das „Problem der Urbanisierung in der Literatur“ verfasste.
Nikolai Anziferow erforschte seine Heimat nicht nur, um ein künstlerisches Bild zu kreieren, sondern er beleuchtete auch die Rolle, die eine Stadt im Leben eines jeden Künstlers spielt.
Die Schule Anziferows war im Zuge der Dogmatisierung der Geschichtsschreibung Ende der 1920er, Anfang der 1930er Jahre „unter die Räder der stalinschen Repression“ geraten. Anziferow wurde seit 1929 mehrmals verhaftet, unter anderem im Lager Solowki interniert und wurde als Häftling zur Zwangsarbeit beim Bau des Weißmeer-Ostsee-Kanals eingesetzt. 1933 wurde er aus der Haft entlassen.